# Kai Kobad III.
|  | Dieser Artikel wurde aufgrund von inhaltlichen Mängeln auf der Qualitätssicherungsseite des Projektes Türkei eingetragen. Hilf mit, die Qualität dieses Artikels auf ein akzeptables Niveau zu bringen, und beteilige dich an der Diskussion! |

Kai Kobad III., mit vollem Namen Alā al-Dīn Kai Kobad bin Ferāmurz, (علا الدين كيقباد بن فراموزس; türkisch III. Alâeddin Keykubad; † 1303 in Isfahan) war ein seldschukischer Sultan von Rum und Enkel des Kai Kaus’ II. Er herrschte mehrmals zwischen 1284 und 1303. Vor 1298 ist über sein Leben kaum etwas bekannt.
Sein Großvater Kai Kaus II. verlor die wichtige Schlacht vom Köse Dağ gegen die mongolischen Ilchane und floh aus dem Sultanat. Die Sultane von Rum wurden unter die Oberherrschaft der Ilchane gezwungen und regierten unter deren Aufsicht als Vasallen.
Kai Kobad III. erhob etwa 1283 zum ersten Mal Anspruch auf den Thron. Er wurde dabei von dem Beylik Karaman unterstützt. Allerdings wurde er von dem Wesir der Ilchane Sahip Ata und Kai Chosrau III. besiegt. Kai Kobad III. verlor und floh nach Kilikien zu den armenischen Fürsten. Er wurde 1298 durch den Herrscher der Ilchane Gazan an Stelle seines Cousins Mas'ud II., der in Ungnade fiel, zum Sultan ernannt. Kai Kobad III. traf Gazan bei Mossul, als dieser von einem Feldzug gegen Syrien zurückkehrte. Erfreut von dieser Loyalität vermählte Gazan Kai Kobad III. mit einer Tochter des Hülegü. Schon bald kam es zu Beschwerden über Kai Kobad III. und seine Minister, weil diese wohlhabende Personen unter Folter und Tod ihrer Reichtümer beraubten. Der Ilchan Gazan verfügte daraufhin, dass Kai Kobad III. keine Entscheidungen mehr ohne die Zustimmung der Mongolen treffen dürfe.
Als die Mongolen einige seiner Minister bestraften, alarmierte dies Kai Kobad III., sodass dieser fliehen wollte. Er wurde jedoch bei Ürgüp gefasst und nach Täbris geschickt und entmachtet. An seiner Stelle wurde wieder Mas'ud II. eingesetzt. Wegen seines Vergehens wurde Kai Kobad III. zum Tode verurteilt, entkam allerdings aufgrund seiner adeligen Ehefrau der Vollstreckung. Die Strafe wurde in Hausarrest in Isfahan umgewandelt. Dort wurde Kai Kobad III. 1303 während einer Auseinandersetzung von einem seiner Bediensteten erstochen. Sein Leichnam wurde in der Familiengruft in Konya beigelegt. Laut dem zeitgenössischen Historiker Niğdeli Kadı Ahmed erklomm Kai Kobad III. nur zweimal den Thron, 1298 und 1301–1303.
Seine wohl wichtigste Amtshandlung sollte eine große Auswirkung auf die kommenden Jahrhunderte haben. Er verlieh 1299 Osman, Herrscher eines kleinen Gebietes im Westen Anatoliens, den Titel eines Fürsten (Bey) und seinem Gebiet den Rang eines Beyliks. So schaffte er die Grundlagen des Osmanischen Reiches. Spätere Überlieferungen, dass Kai Kobad III. Osman wie einen Sohn gemocht und ihm Lobesbriefe geschrieben hätte, sind erfunden.

## Quelle
- Keykubad III in Türkiye Diyanet Vakfı İslâm Ansiklopedisi (türkisch)

| Vorgänger  | Amt                      | Nachfolger |
| ---------- | ------------------------ | ---------- |
| Mas'ud II. | Sultan von Rum 1284      | Mas'ud II. |
| Mas'ud II. | Sultan von Rum 1293–1294 | Mas'ud II. |
| Mas'ud II. | Sultan von Rum 1301–1303 | Mas'ud II. |

| Personendaten    | Personendaten                     |
| ---------------- | --------------------------------- |
| NAME             | Kai Kobad III.                    |
| ALTERNATIVNAMEN  | Alā al-Dīn Kai Kobad bin Ferāmurz |
| KURZBESCHREIBUNG | Sultan von Rum                    |
| GEBURTSDATUM     | 13. Jahrhundert                   |
| STERBEDATUM      | 1303                              |
| STERBEORT        | Isfahan                           |